# قرى أبو بسمة

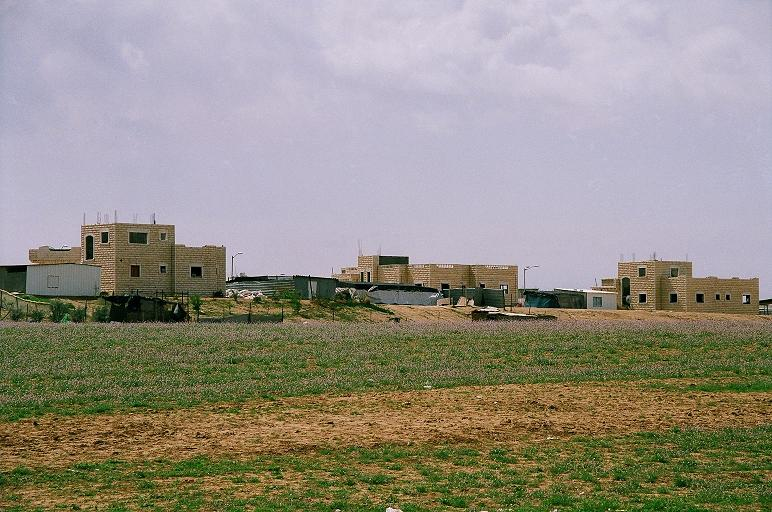

المجلس الإقليمي أبو بسمة في نهاية العام 2003، قررت حكومة إسرائيل إنشاء المجلس الإقليمي «أبو بسمة» في النقب. وقد أدرجت تحت نطاق نفوذ هذا المجلس عدة قرى عربية بدوية كانت حكومة إسرائيل قد اعترفت بها حديثًا، وذلك في أعقاب نضال طويل خاضه سكانها للاعتراف بقراهم. ومنذ العام 2003، اعترفت الحكومة رسميًا بـ 13 قرية عربية بدوية وجمعتها تحت سلطة مجلس «أبو بسمة».
البلدات الثلاث عشر هي:
- أبو قرينات،
- قصر السر
- بير هداج
- ترابين
- أم بطين
- مكحول
- دريجات
- مولادة
- كحلة
- السيد
- الفرعة
- أبو تلول
- عبدة. ويصل مجموع السكان في هذه القرى إلى قرابة 40,000 إنسان.[1]

وجاء في موقع مجلس أبو بسمة على الإنترنت أنه بالإضافة إلى مسؤولية المجلس عن هذه البلدات، «ألقيت على المجلس المسؤولية على كافة القرى غير المعترف بها، وذلك في مجالات التربية والتعليم، الرفاه الاجتماعي والحفاظ على البيئة». في النقب هنالك قرابة 40 قرية غير معترف بها يصل مجموع سكانها إلى 90,000 إنسان. يذكر أن الدولة تحرم سكان القرى غير المعترف بها من البنى التحتية والخدمات الأساسية كسياسة نابعة من عدم الاعتراف بقراهم.

## مصدر
1. 1 2 3  عشر سنوات على الاعتراف بقرى "أبو بسمة"، ماذا استفاد - عدالة نسخة محفوظة 02 يناير 2015 على موقع واي باك مشين.